# La Seroneta
La Seroneta és una obra d'Ivars de Noguera (Noguera) protegida com a bé cultural d'interès local.

## Descripció
La Seroneta es troba al marge dret de la carretera d'Alfarràs a Ivars de Noguera, al punt quilomètric 2,1 just abans de l'entrada a aquesta darrera població. Consisteix en una formació rocallosa de guixos a la qual l'erosió ha donat una forma de banya o l'ullar. Aquesta característica la converteix en un element singular d'interès geològic i paisatgístic que constitueix un dels elements característics del municipi.
En aquesta zona nord-occidental de la Noguera, les formacions de guixos es consideren úniques al món i amb un alt valor biogeogràfic. La seva formació data de l'últim període geològic, el quaternari, quan es va formar la terrassa fluvial del Noguera Ribagorçana i va erosionar l'estrat subjacent de guixos. Aquestes formacions es troben protegides pel Pla d'Espais d'Interès Natural de la Generalitat de Catalunya (PEIN Serra Llarga - Secans de la Noguera).